# Israël op het Eurovisiesongfestival 2000
Voor het Eurovisiesongfestival 2000 hield Israël een interne selectie. De selectiecommissie koos het lied "Be happy", gezongen door de groep PingPong. Opvallend is dat de omroep nooit verdere zaken heeft bekendgemaakt omtrent de selectie. Op het songfestival dat in Zweden werd gehouden werd de band 22ste met 7 punten.

## In Stockholm
In Zweden trad Israël als eerste van 23 landen aan, voor Nederland. Het land behaalde een 22ste plaats, met 7 punten.
België en Nederland gaven geen punten aan deze inzending.

### Gekregen punten

#### Finale
| 12 punten | 10 punten | 8 punten | 7 punten | 6 punten          |
| --------- | --------- | -------- | -------- | ----------------- |
|           |           |          |          | - Frankrijk       |
| 5 punten  | 4 punten  | 3 punten | 2 punten | 1 punt            |
|           |           |          |          | - Noord-Macedonië |

### Punten gegeven door Israël

#### Finale
Punten gegeven in de finale:
| 12 punten | Denemarken          |
| 10 punten | Rusland             |
| 8 punten  | Nederland           |
| 7 punten  | Noorwegen           |
| 6 punten  | Estland             |
| 5 punten  | IJsland             |
| 4 punten  | Letland             |
| 3 punten  | Malta               |
| 2 punten  | Ierland             |
| 1 punt    | Verenigd Koninkrijk |

1973 · 1974 · 1975 · 1976 · 1977 · 1978 · 1979 · 1980 · 1981 · 1982 · 1983 · 1984 · 1985 · 1986 · 1987 · 1988 · 1989 · 1990 · 1991 · 1992 · 1993 · 1994 · 1995 · 1996-1997 · 1998 · 1999 · 2000 · 2001 · 2002 · 2003 · 2004 · 2005 · 2006 · 2007 · 2008 · 2009 · 2010 · 2011 · 2012 · 2013 · 2014 · 2015 · 2016 · 2017 · 2018 · 2019 · 2020 · 2021 · 2022 · 2023 · 2024 · 2025